# Roger Welch
 Roger Welch  (* 10. Februar 1946 in Westfield, New Jersey, USA; † 29. Dezember 2022 in New York City) war ein US-amerikanischer Fotograf, Objekt- und Konzeptkünstler, Video- und Filmkünstler. Er lebte in New York City.

## Leben
Roger Welch studierte bis 1969 an der Miami University und von 1969 bis 1971 am Art Institute of Chicago. Er galt als ein Pionier der Installationskunst, Videokunst und als einer der Gründer der post-konzeptuellen Narrative Art-Bewegung.
Welch benutzte als Künstler zahlreiche Medien. Er arbeitete mit Skulpturen, Aquarellmalerei und Fotografien, Installationen, Video und Film und kombinierte alles auch miteinander. Er hatte im Jahr 1971 seine ersten Einzelausstellungen in der 112 Greene Street in New York, (Performance) und der Steel Gallery in Bridgehampton, New York.
Es folgten zahlreiche Ausstellungen weltweit, unter anderem im Whitney Museum of American Art, im Milwaukee Art Museum, im Museo de Arte Moderno in Mexiko-Stadt; in der Albright-Knox Art Gallery in Buffalo, im Museo de Bellas Artes in Caracas und im Museo Nacional in Havanna. Seine Werke sind in wichtigen Sammlungen und bedeutenden Museen enthalten, unter anderem im Guggenheim Museum, im Museum of Modern Art in New York, im Boston Museum of Fine Arts, im Georgia Museum of Art, Musée de Saint Etienne in Frankreich und im Tamayo Museum in Mexiko-Stadt.
Roger Welch war mit dem Film Portrait Teilnehmer der Documenta 5 in Kassel im Jahr 1972 in der Abteilung Individuelle Mythologie: Film. Er war ebenfalls auf der Documenta 6 1977 in der Abteilung Fotografie vertreten.
Welch wurde 1974 und 1980 mit dem National Endowment for the Arts und 1973 and 1976 mit dem New York State Council on the Arts Grants ausgezeichnet.